# André Eugène Costilhes
André Eugène Costilhes, né le 8 avril 1865 à Cunlhat (Puy-de-Dôme) et mort le 1er septembre 1940 à Pontchartrain (Yvelines), est un artiste-peintre et décorateur français.

## Biographie
Né dans une famille auvergnate extrêmement modeste, il est rapidement remarqué pour ses dons de dessinateur. Avec le soutien actif du maire de Cunlhat, Edmond Guyot-Dessaigne, futur ministre, il "monte" à Paris en 1883, à l'âge de 18 ans, avec une bourse départementale. Il suit les cours de dessins pour adultes de la ville de Paris et les cours du soir de l'École Nationale des Arts Décoratifs. Après avoir effectué son volontariat militaire à Clermont-Ferrand, il se rend à nouveau à Paris pour suivre la scolarité de l'École Nationale des Beaux-Arts, après avoir été reçu premier au concours. Il obtient de nombreuses médailles et récompenses.
Ayant obtenu les certificats d'aptitude à l'enseignement du dessin, il est nommé professeur à Marseille en 1892. Il épouse Jeanne Lafont, son élève, qui deviendra également artiste-peintre et exposera dans plusieurs Salons. Il s'installe définitivement à Paris en 1896. Il gagne d'abord sa vie en effectuant des travaux de peinture décorative (établissements publics, hôtels particuliers, magasins, châteaux, églises). Il collabore avec son maître Eugène Grasset à la décoration de pavillons de l'exposition universelle de 1900. Parallèlement, il est professeur de dessin et inspecteur de l'enseignement du dessin. Quelles que soient ses activités professionnelles du moment, il ne cesse de dessiner et de peindre tout au long de sa vie.
Jeanne Lafont décède en 1913. En 1915, il épouse Anna Fontaine, avec laquelle il aura trois enfants, À partir de début des années 1920, et surtout à partir de sa retraite en 1930, il passe de plus en plus de son temps à Pontchartrain (Yvelines), où il a acquis une petite maison. Il y décède le 1er septembre 1940.

## Parcours artistique
Sa formation artistique est d'abord, en Auvergne, celle d'un jeune autodidacte. Puis, à Paris, il est l'élève d'Eugène Grasset et d'Alphonse Cornet, avant sa scolarité aux Beaux-Arts qui le forme à la peinture académique. Il y a notamment pour maîtres Léon Bonnat, Luc-Olivier Merson, Pierre-Victor Galland, Gustave Boulanger. Il s'affranchit cependant très vite du carcan de l'académisme et suit la trace des impressionnistes, privilégiant la peinture sur le motif en plein air. Artiste protéiforme, il dessine et peint les sujets les plus variés (paysages, monuments, scènes de rue, marines, portraits, nus académiques...), avec des techniques diverses qu'il maîtrise toutes (huile, aquarelle, gouache, pastel, fusain, sanguine, acrylique, encre...). Remarquable portraitiste, excellent paysagiste, ses dessins à la sanguine, de nus féminins plus particulièrement, retiennent également l'attention des critiques d'art. Il sillonne les quartiers de Paris et se déplace fréquemment à l'extérieur de la capitale, principalement en Auvergne, en Île-de-France, en Bretagne et en Normandie, tous lieux où il dresse son chevalet.
Il expose au Salon des artistes français en 1891, 1896, 1903, 1905, 1907, 1908, 1910, 1911, 1913, 1921 et 1932 ; au Salon des indépendants en 1903, 1907 et 1934 ; au Salon d'automne en 1903. Il expose également au Salon des Beaux-Arts en 1892, au Salon de Nantes en 1904, 1905, 1906 et 1907 ; au Salon du Centre en 1905, 1907 et 1934 ; et dans différents autres Salons de moindre renommée. Parallèlement à ces participations aux Salons, il expose dans les deux célèbres galeries promotrices des impressionnistes, la galerie Durand-Ruel (en 1902) et la galerie Georges Petit (en 1903), ainsi que dans la galerie P. Hénaut (en 1930) et la galerie des Champs-Élysées (en 1937).
L'État se porte acquéreur de plusieurs de ses œuvres : en 1907, une grande huile sur toile "Coin de village aux environs de Clermont-Ferrand", qui se trouve au musée d'Art Roger-Quilliot de Clermont-Ferrand ; un dessin à l'encre "Vue de Beaumont", conservé au musée du Louvre ; un tableau à l'huile "Paysage", attribué au musée Francisque Mandet de Riom ; une huile "Le pont Marie et Saint-Gervais, la Seine au printemps", mise en dépôt à la mairie d'Ermont en 1936. Le musée de Tananarive est destinataire d'un de ses tableaux, "Labourage". L'agence photographique de la Réunion des Musées nationaux conserve deux clichés monochromes réalisés par Antoine VIzzavona : la "Pastorale" exposée au Salon des artistes français de 1910 et "Après le bain", exposé au Salon des artistes français de 1913. 
L'artiste était également féru de photographie et réalisa plusieurs centaines de plaques sur verre dont une partie consacrée à l'Auvergne est conservée à la photothèque des Archives Départementales du Puy-de-Dôme, et une autre partie, sur la capitale et ses environs, aux Archives de Paris.

## Distinctions
Officier d'Académie (1902), Officier de l'Instruction Publique (1907), sociétaire des Artistes Français, sociétaire des Artistes Indépendants, membre de la Société des artistes peintres-décorateurs fondée par Eugène Grasset et Hector Guimard, membre de l'Union des arts-décoratifs, membre de l'association des peintres et des sculpteurs français.

## Accueil critique
"Aux Artistes français - Les sanguines de A-E. Costilhes Je ne saurais trop conseiller aux visiteurs du Salon des artistes français de fixer leur attention sur les sanguines que A-E. Costilhes expose cette année. C'est la première fois qu'il nous est donné d'en voir dans une grande exposition publique, et je ne doute pas qu'elles soient très hautement et très justement appréciées des gens de goût. Il y a relativement peu de temps que cet artiste a orienté son effort vers les notations rapides qui saisissent la nature, en une minute de beauté choisie et la fixent avec certitude. Nourri de la culture de l'Ecole, il en a conservé la tenue classique, qui est indispensable à la production d'œuvres définitives, mais qui reste virtuosité vaine si on la prend comme une fin dernière, et non comme un simple moyen d'expression ; mais il s'est rapidement dégagé de toutes les conventions qui glacent, et de toutes les formules qui stérilisent. Aujourd'hui, il expose une série de nus, traités avec une vigueur et une liberté qui en font l'une des œuvres les plus intéressantes du salon. A-E. Costilhes a le sens de la belle ligne, souple et vivante, de la lourdeur splendide des chairs et des corps ; infiniment sensible à cette beauté plastique, profondément ému par elle, il la rend avec amour, en des sanguines pleines de verve. Il y a dans ces œuvres quelque chose de la sensibilité des Fragonard, des Boucher, pour qui Costilhes professe la plus grande admiration. Il y a lieu de se féliciter que le Salon des artistes français ait accepté ce remarquable envoi qui, malgré son fond de classicisme, parait profondément audacieux, dans le milieu où il se trouve. Espérons que dans une prochaine exposition nous pourrons admirer un ensemble plus important et plus complet de cet artiste qui se révèle comme un des maîtres du croquis." (signé L., dans un quotidien national, 1921)

## Galerie
Œuvres d'André Eugène Costilhes

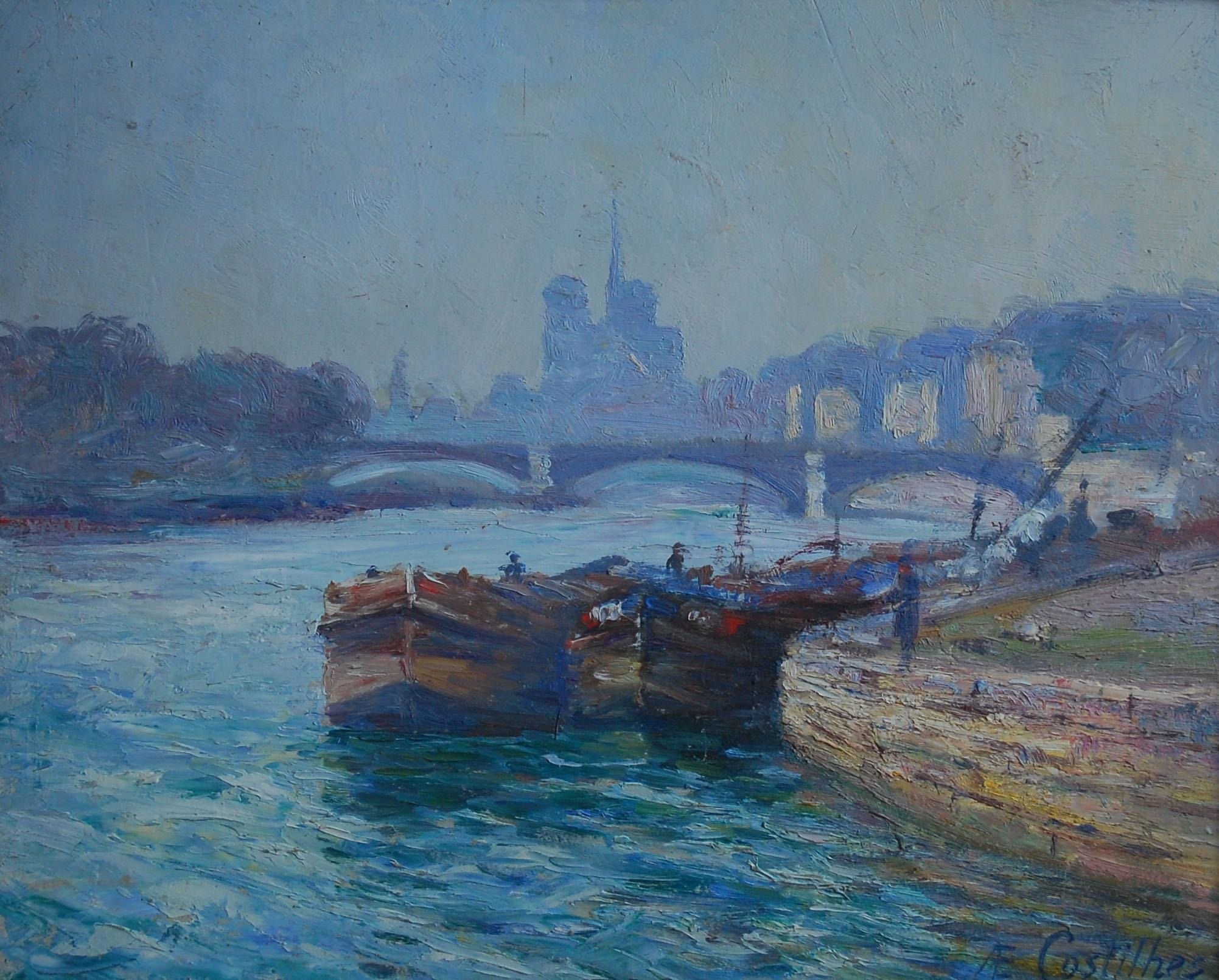
Paris, la Seine.
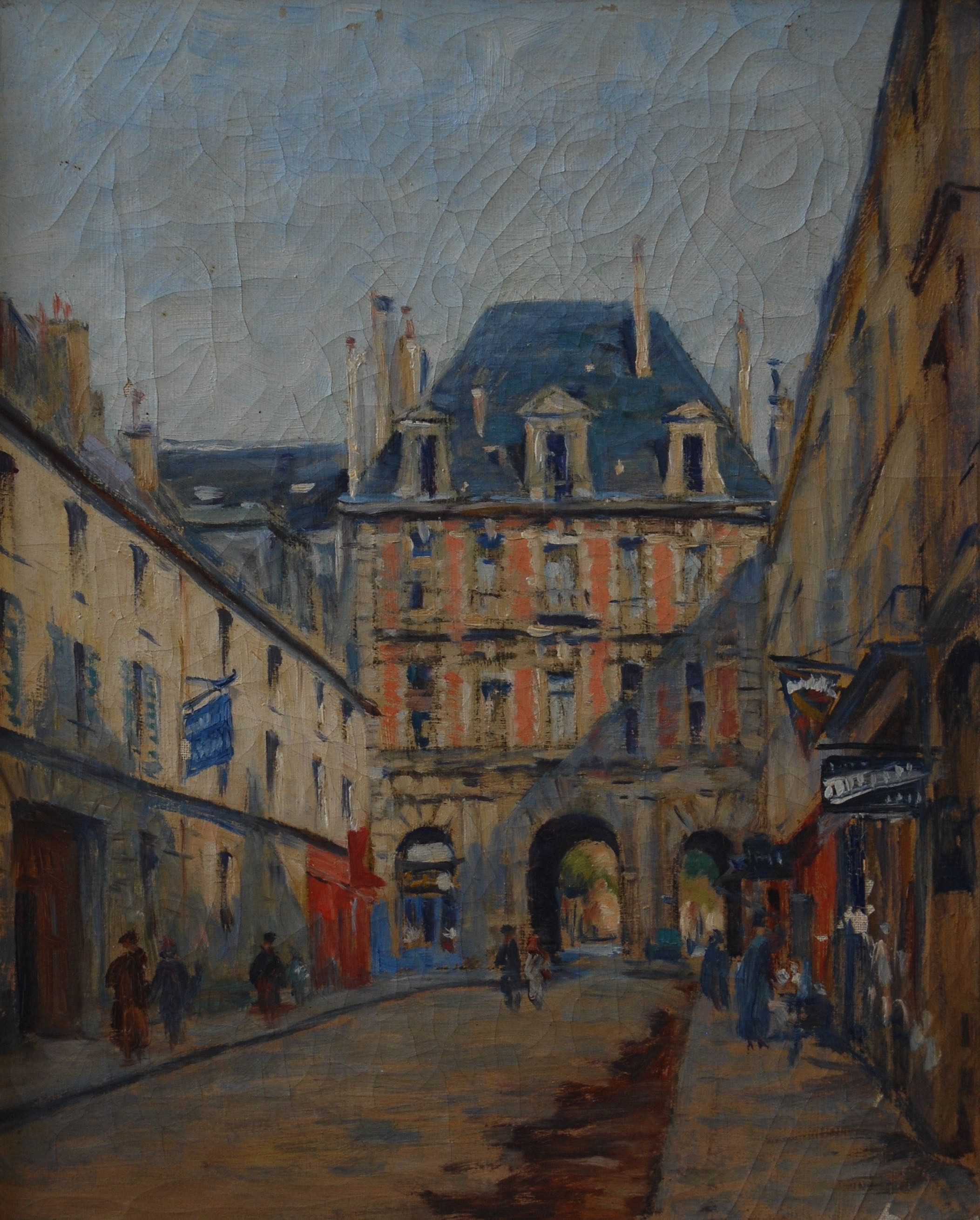
Paris, rue de Birague.
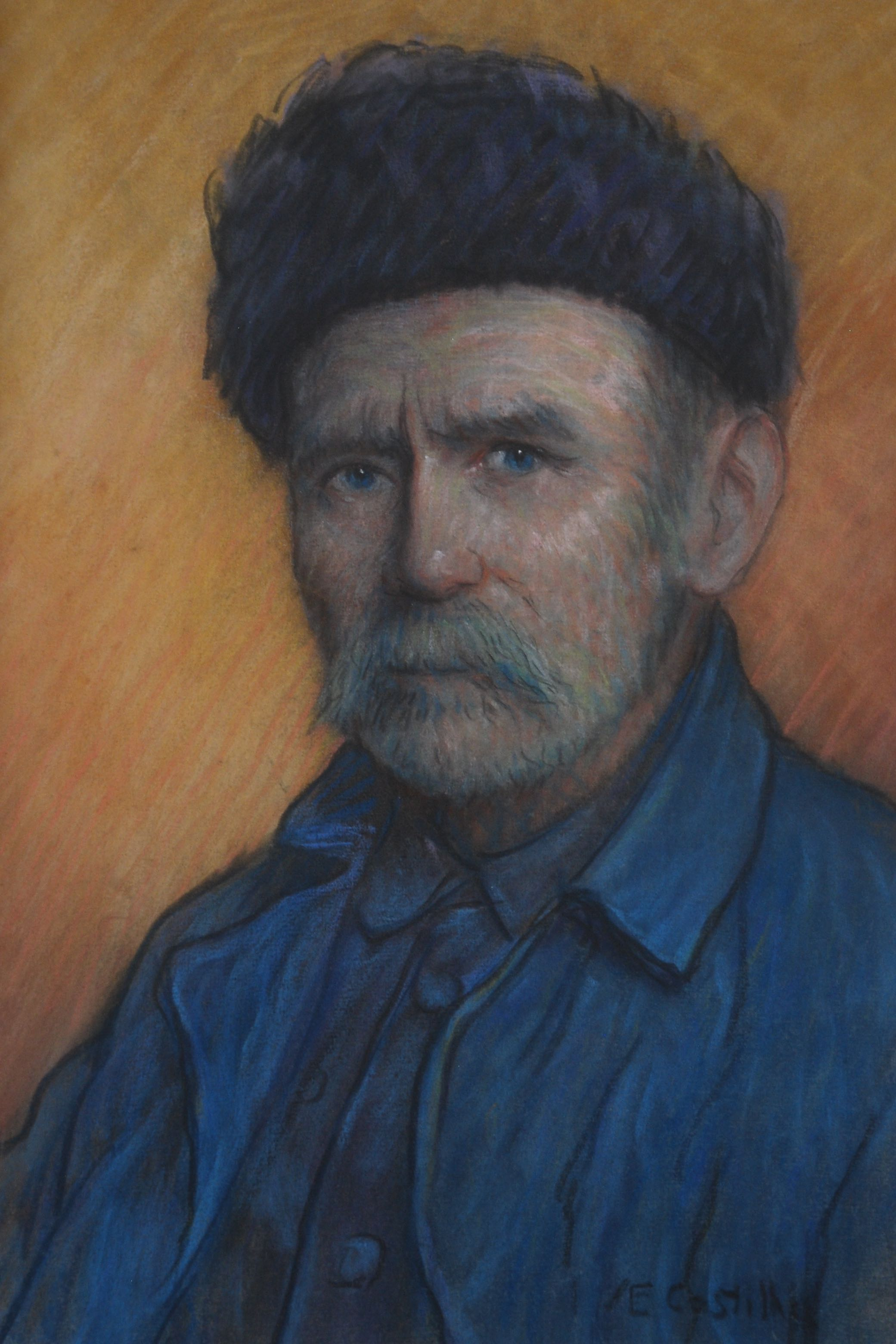
Le charron de Pontchartrain.
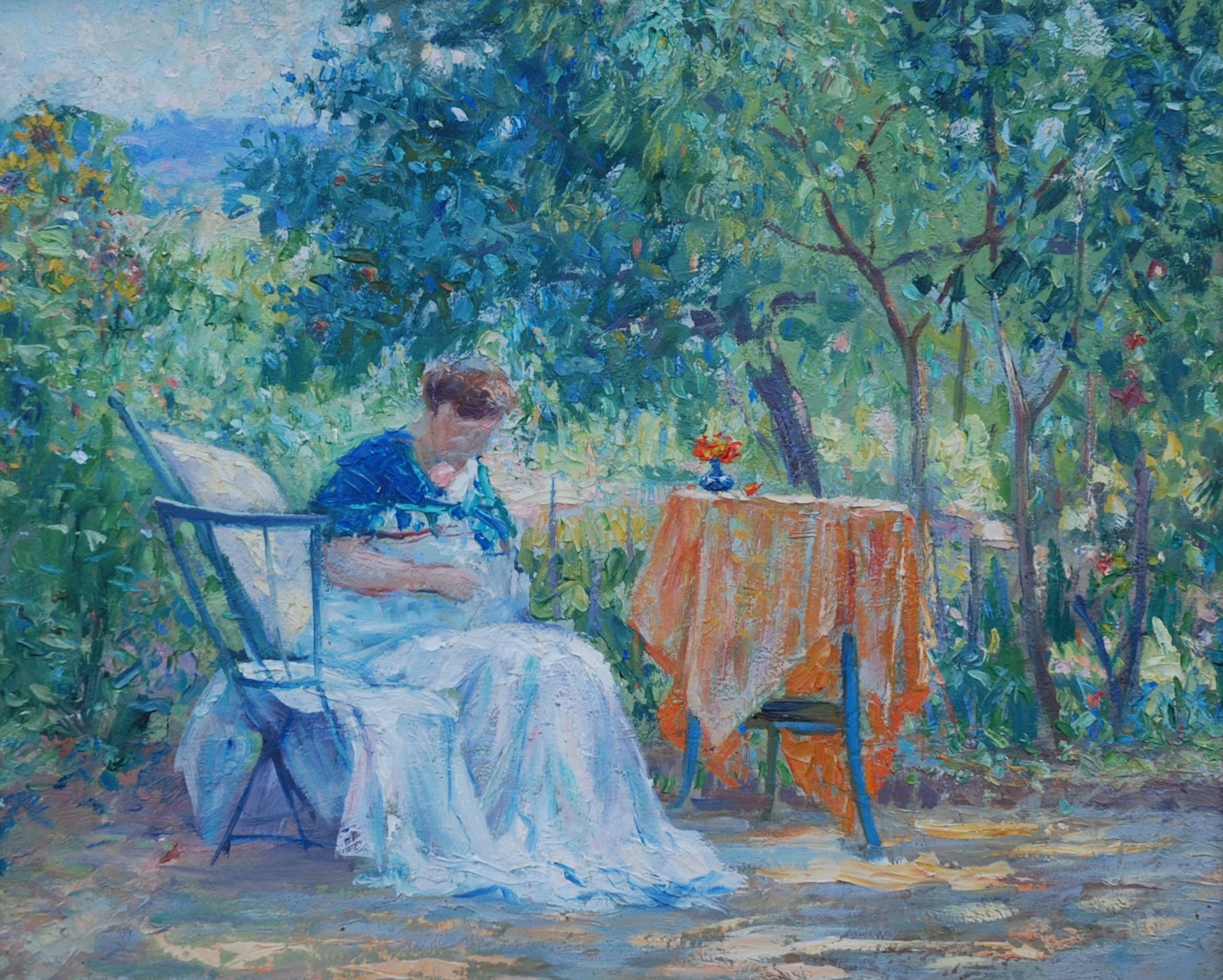
Anna cousant dans le jardin de Pontchartrain.
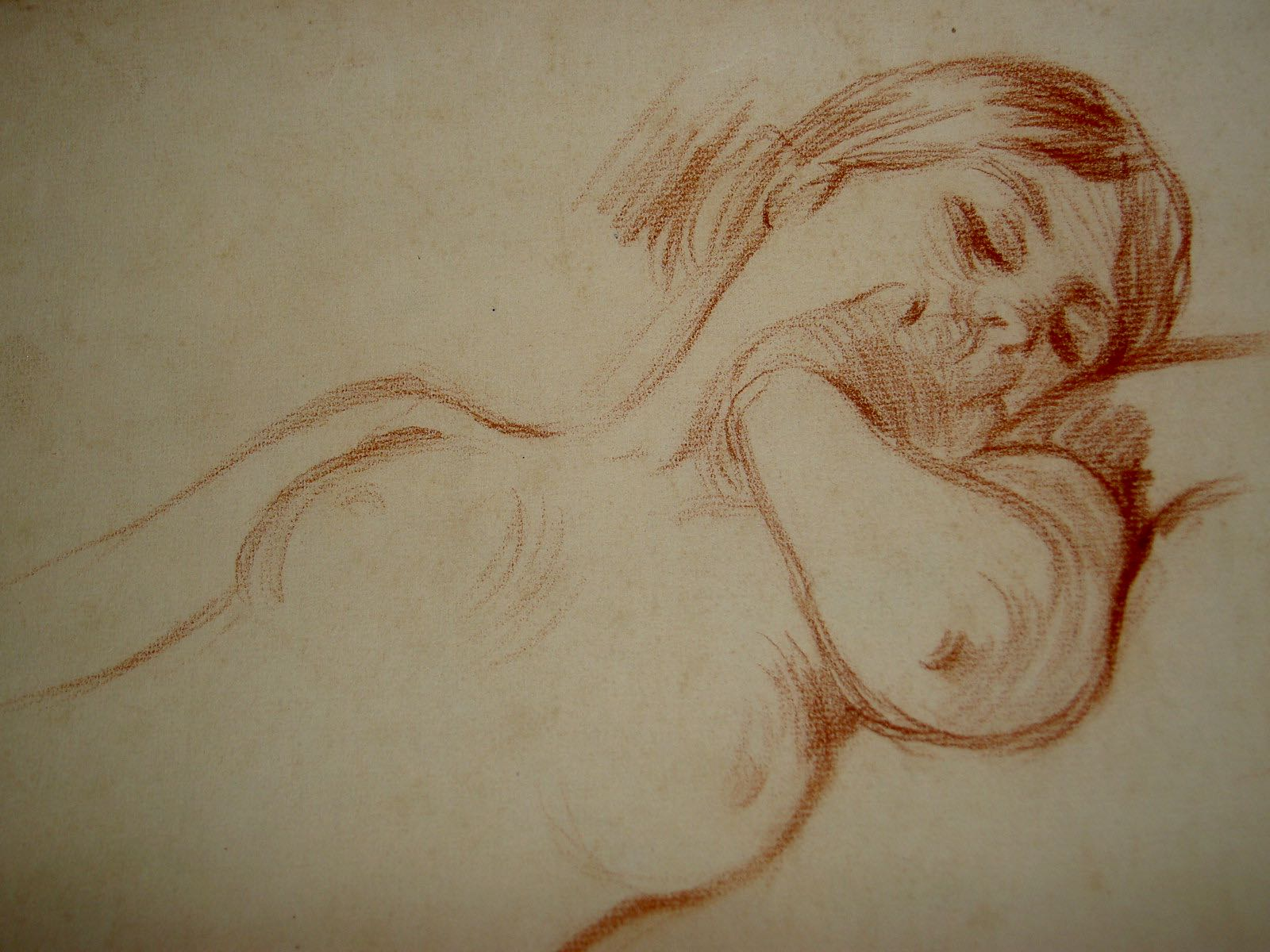
Nu allongé.
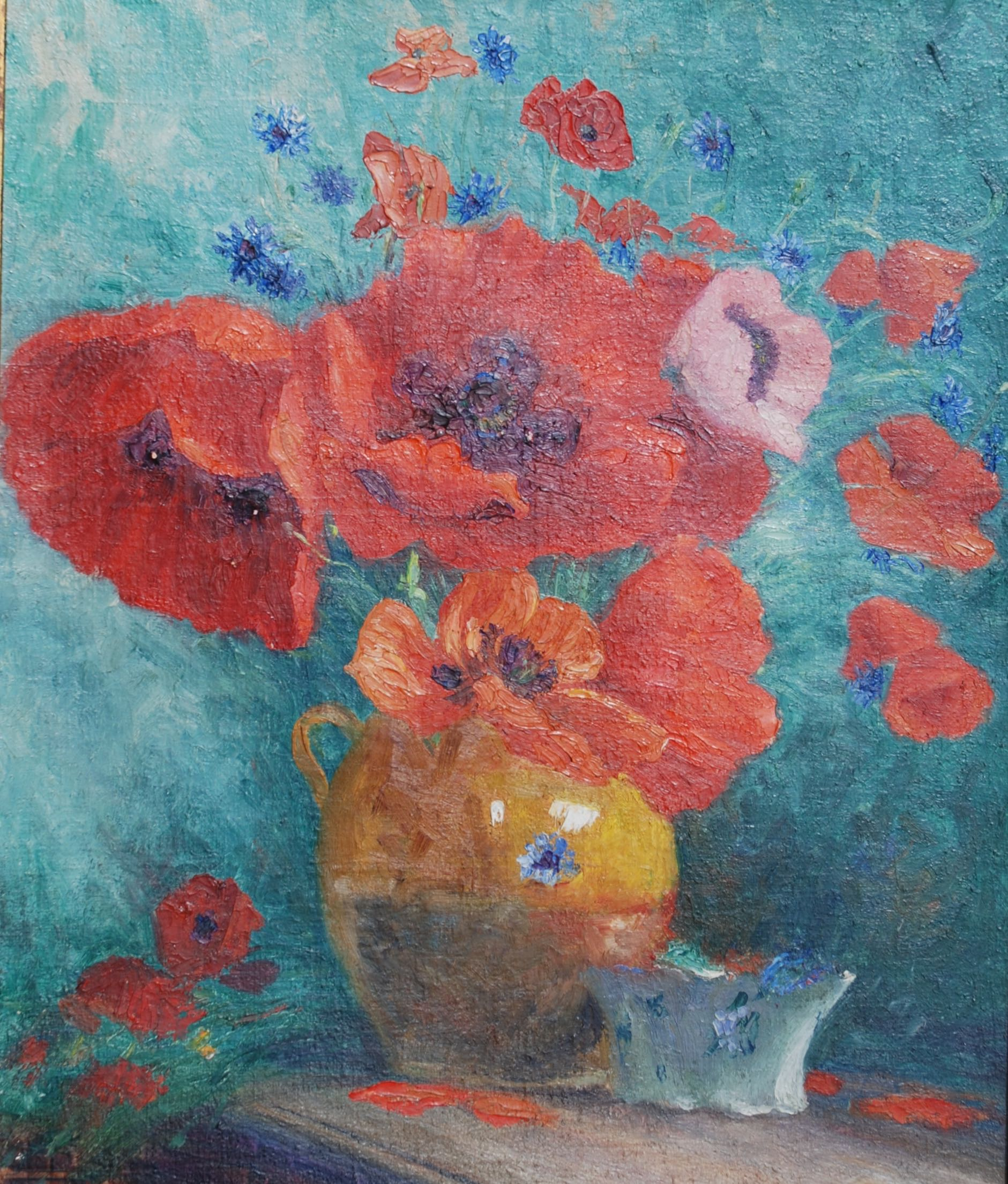
Coquelicots.
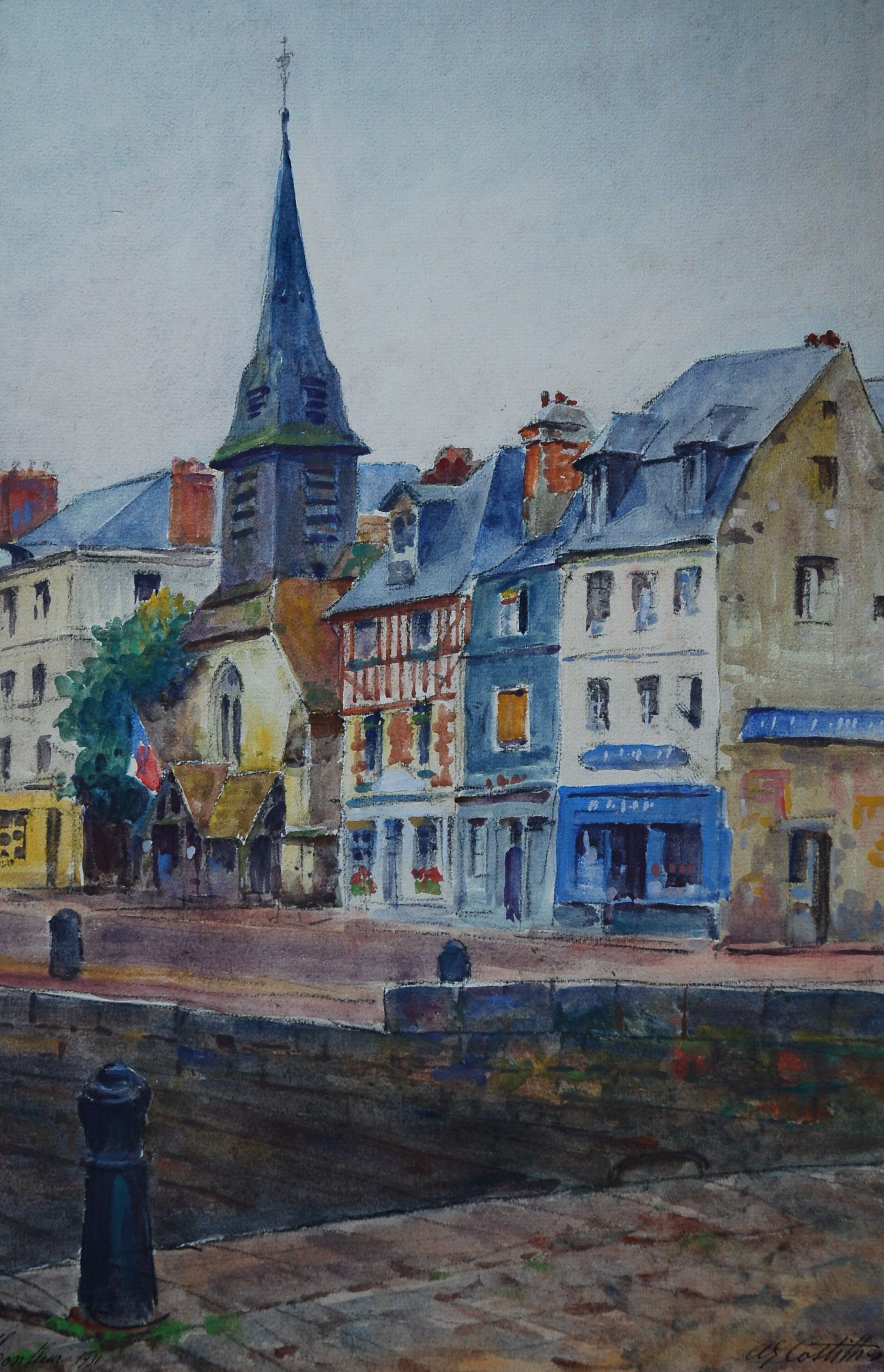
Honfleur.
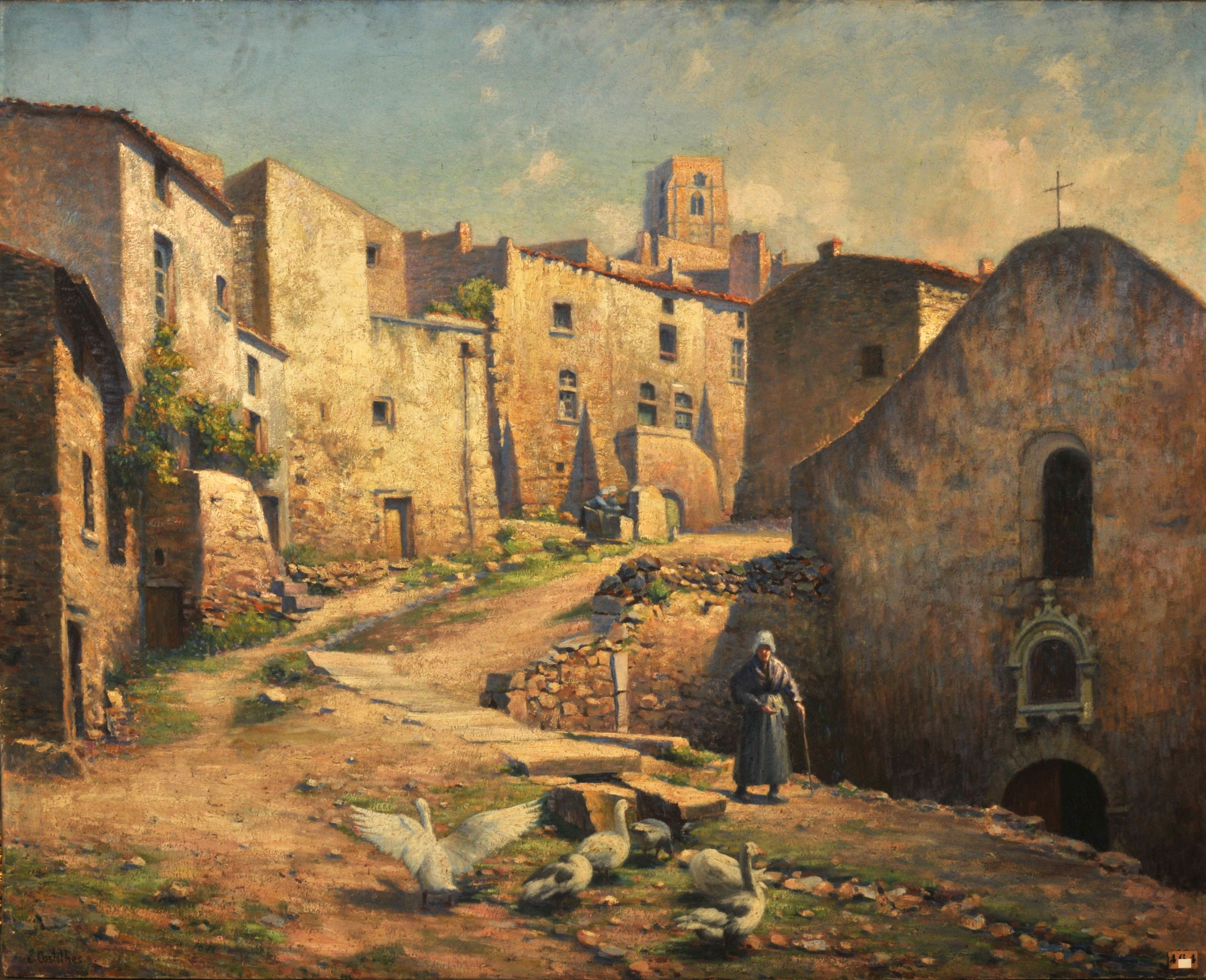
ND de la Rivière, Beaumont (MARQ, Clermont-Ferrand).
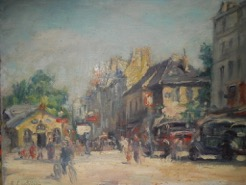
Rue animée.
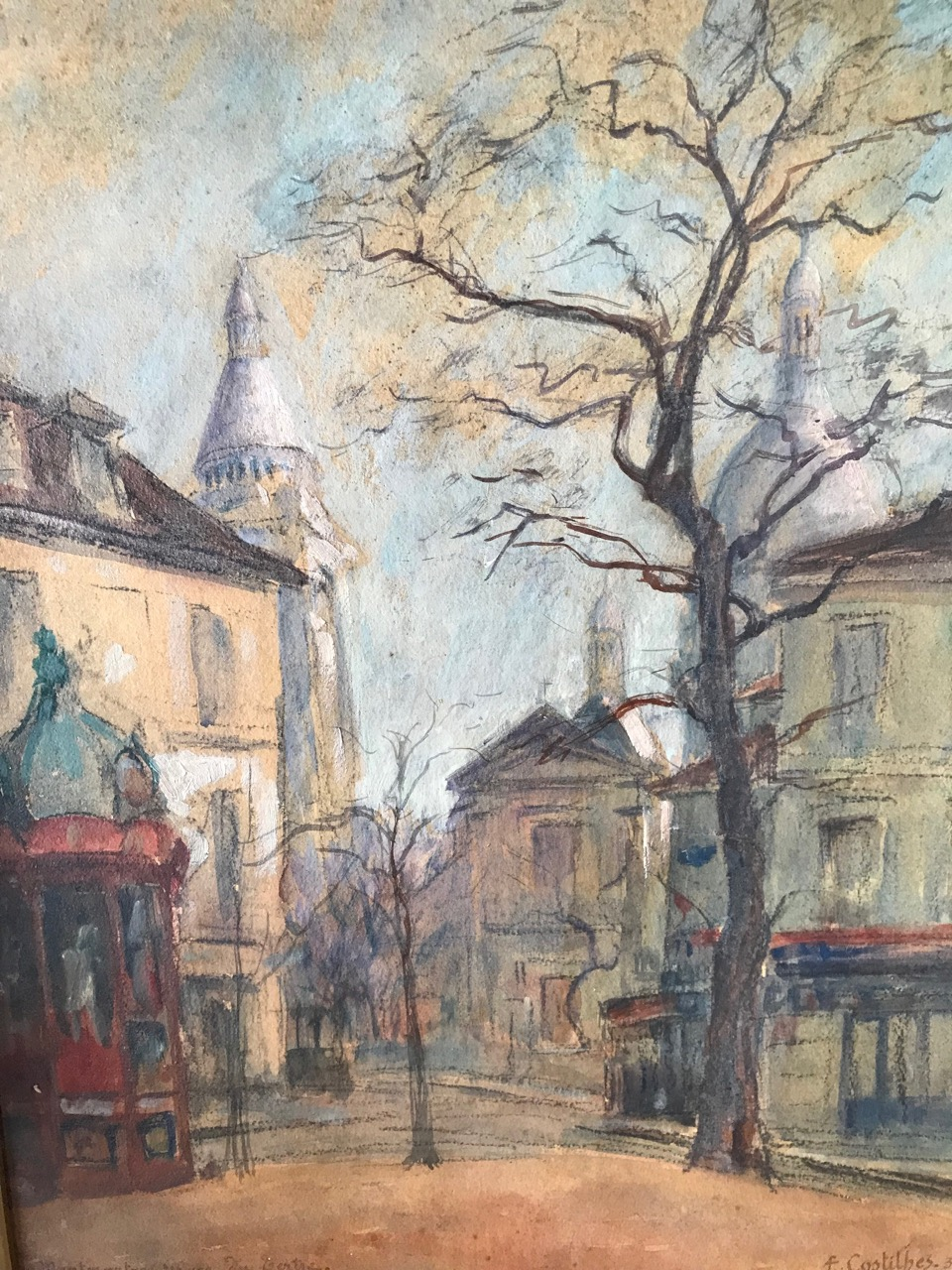
Montmartre.
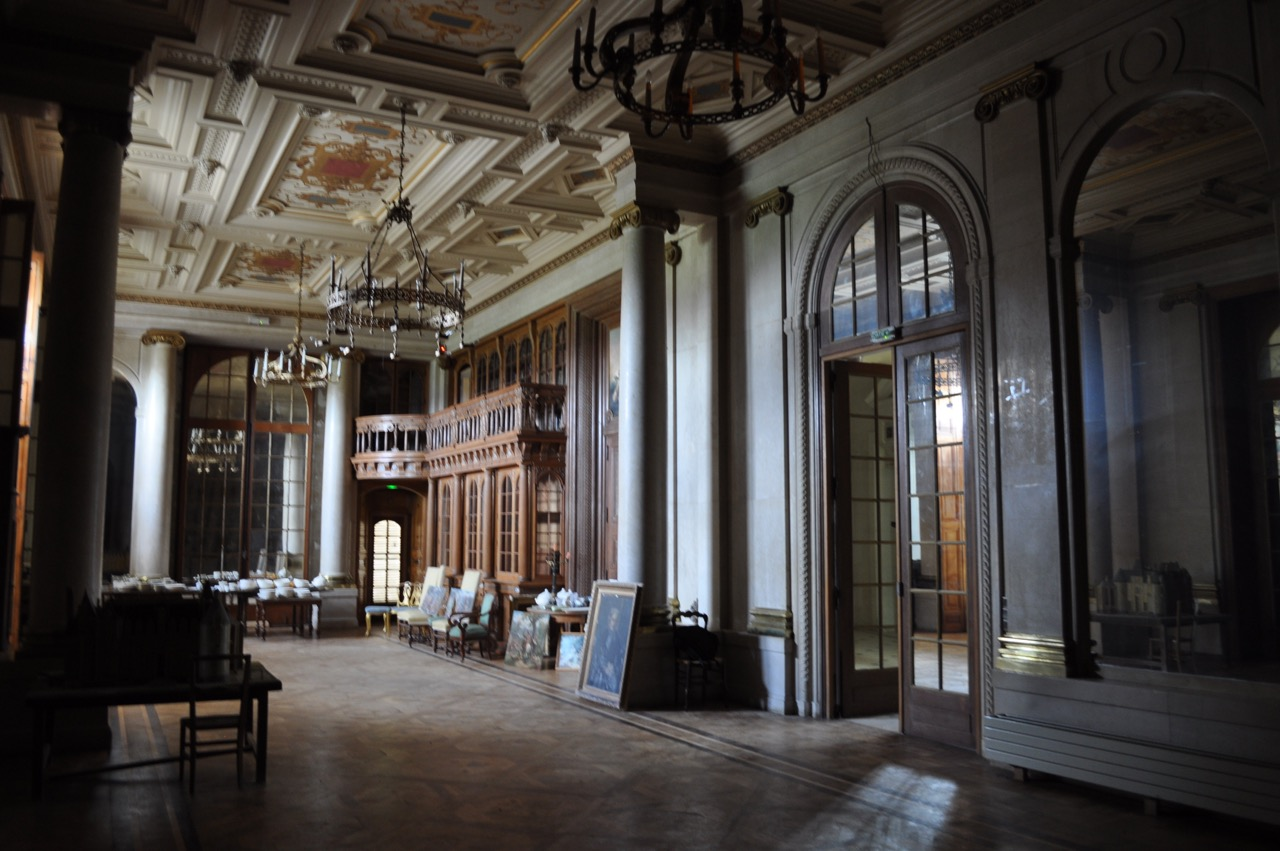
Salon du château de l’Orfrasière.
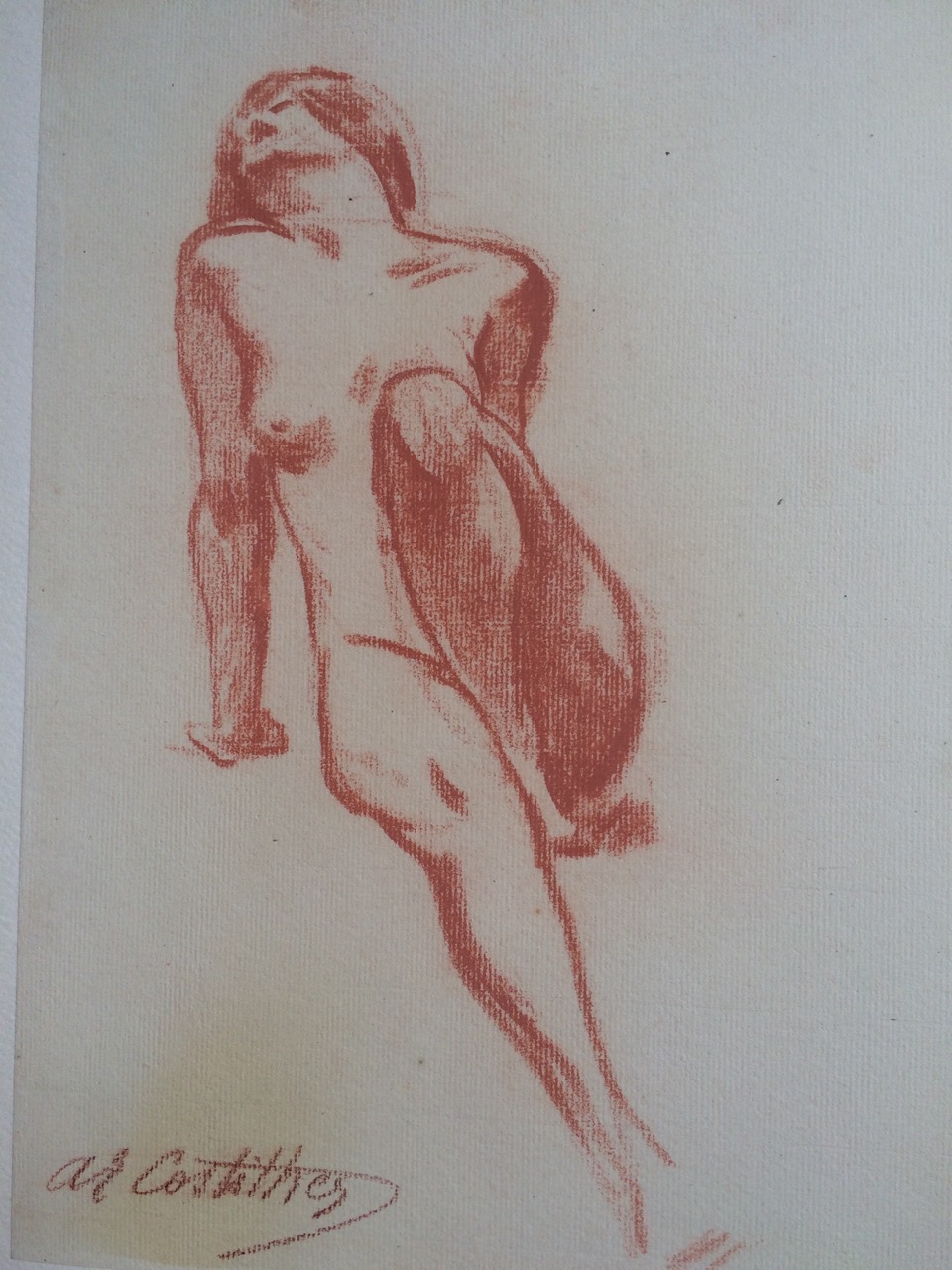
Nu.